# Por tu culpa
Por tu culpa es una película argentina dramática de 2010 dirigida por Anahí Berneri sobre su propio guion escrito en colaboración con Sergio Wolf y protagonizada por Érica Rivas.

## Sinopsis
Es un drama intimista que transcurre en una sola noche haciendo foco en una madre en plena crisis de divorcio, que por un simple accidente doméstico de uno de los hijos del matrimonio, termina siendo acusada de maltrato familiar.

## Reparto
- Érica Rivas - Julieta
- Nicasio Galán - Valentín
- Zenón Galán - Teo
- Rubén Viani - Guillermo
- Lautaro Perotti - Doctor
- Marta Bianchi - Madre
- Osmar Núñez - Doctor
- Carlos Portaluppi - Jefe de Policía

## Premios

### Premios Sur
| Año  | Categoría                | Receptor/a                  | Resultado |
| ---- | ------------------------ | --------------------------- | --------- |
| 2010 | Mejor dirección          | Anahí Berneri               | Nominada  |
| 2010 | Mejor actriz protagónica | Érica Rivas                 | Ganadora  |
| 2010 | Mejor guion original     | Anahí Berneri y Sergio Wolf | Nominados |

### Premios Cóndor de Plata
| Año  | Categoría            | Receptor/a                  | Resultado |
| ---- | -------------------- | --------------------------- | --------- |
| 2011 | Mejor película       | Por tu culpa                | Nominada  |
| 2011 | Mejor dirección      | Anahí Berneri               | Nominada  |
| 2011 | Mejor actriz         | Érica Rivas                 | Nominada  |
| 2011 | Mejor guion original | Anahí Berneri y Sergio Wolf | Nominada  |